# Thessaloniki Challenger 1985
Il Thessaloniki Challenger 1985 è stato un torneo di tennis facente parte della categoria ATP Challenger Series nell'ambito dell'ATP Challenger Series 1985. Il torneo si è giocato a Salonicco in Grecia dal 9 al 15 settembre 1985 su campi in cemento.

## Vincitori

### Singolare
Peter Lundgren ha battuto in finale  Slobodan Živojinović con il punteggio di 3–6, 6–3, 7–6

### Doppio
Stephan Medem /  Srinivasan Vasudevan hanno battuto in finale  Brian Levine /  Billy Nealon con il punteggio di 6–3, 5–7, 6–3